# 塞尔日·苏尔
塞尔日·苏尔（Serge Sur，1944年6月20日—），是法国国际法学者。苏尔早年获得法学博士学位，曾经执教于国家行政学院 (法国)和日内瓦国际关系高等研究院。他是巴黎修昔底德中心的创建者。主要著作有：《国际公法的解释》（L'interpretattion en Droit International Public）。